# José del Moral de la Vega
José del Moral de la Vega (Villanueva de la Reina, Jaén; 13 de marzo de 1948) es un fitopatólogo español. Licenciado en Ciencias Biológicas por la Universidad de Sevilla en 1986 y diplomado en Ingeniería Agrícola por la Universidad de Sevilla en 1970. Posteriormente realizó la tesis doctoral en ciencias en la UNEX, en Badajoz en 1996; tesis dirigida por María Arias Delgado. Pertenece al Cuerpo de Ingenieros Técnicos del Estado y al de Titulados Superiores de la Junta de Extremadura. Ha sido jefe del Departamento de Fitopatología del CICYTEX hasta su jubilación en 2018. 
En 1981 participó en la fundación de la Sociedad Española de Fitopatología —SEF— y en 2012 participó en la fundación de la Asociación Española de Sanidad Vegetal —AESAVE— cuyo objetivo, entre otros, es estructurar la medicina vegetal como profesión, tal y como lo están la medicina humana y la medicina veterinaria. 
Su actividad ha estado orientada, además de a la investigación sobre temas de Sanidad Vegetal, a diversas disciplinas del campo de las humanidades relacionadas con el mundo rural.

## Actividad investigadora

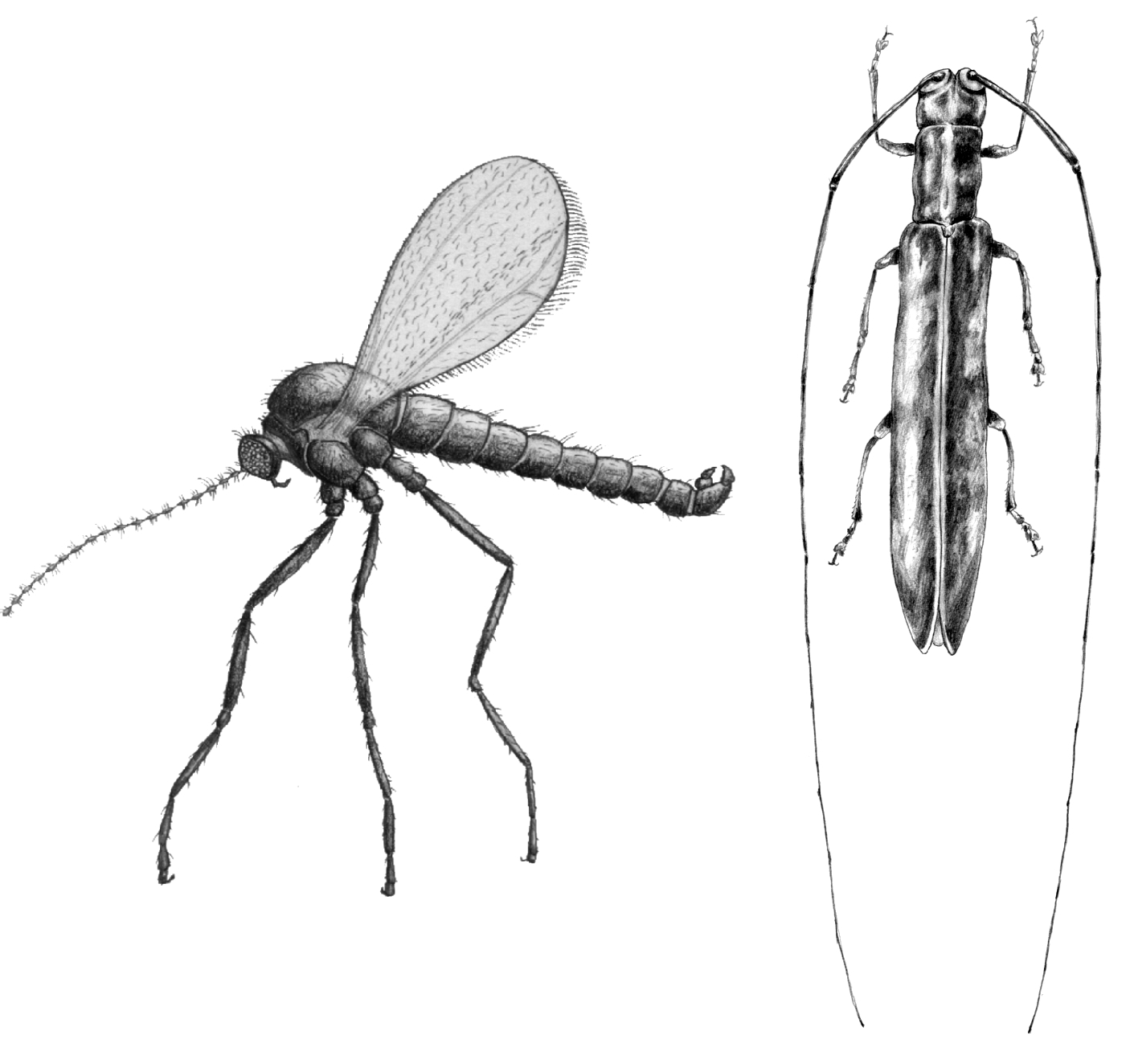
Actualmente, las plagas de Mayetiola destructor –mosquito del trigo– y Calamobius filum –tronchaespigas– limitan gravemente las producciones trigueras de muchos lugares del mundo.

Ha participado como investigador principal en estudios y proyectos que, en su conjunto, han permitido identificar ocho nuevos parásitos de vegetales en España. Ha descubierto dos genes (H-27 y H-30) que confieren resistencia al trigo contra sus plagas, y ha registrado una variedad de trigo llamada Maguilla, resistente al mosquito del trigo.
Su actividad investigadora ha estado orientada, principalmente, a elaborar programas de sanidad vegetal contra plagas y enfermedades de diversos vegetales mediante control integrado. Esas terapéuticas han sido transferidas a los agricultores con la publicación de más de doscientos artículos de interés técnico-científico y la edición de las siguientes monografías: control de plagas de langosta mediante la depredación con el ave “pintada”, descaste de plagas de xilófagos en quercíneas con el empleo de cebos alimenticios, identificación y control de plagas y enfermedades de los cultivos frecuentes de España, medidas higiénicas contra plagas del trigo, programa de control integrado para la sanidad del cultivo del garbanzo, sanidad de diversas especies de cultivos frutales, sanidad del cultivo del tomate y sanidad del cultivo del olivo.
Para el fomento de la investigación, José del Moral participó, desde 1999 a 2007, como presidente del Premio Nacional Víctor Moreno Márquez.
Ha dirigido dos tesis en la Facultad de Ciencias de la Universidad de Extremadura, calificadas como sobresaliente cum laude.

## Cursos especiales y colaboraciones
En 1970 participó en un curso organizado para especialistas de Sanidad Vegetal –Técnicas de ensayos de campo en Fitopatología–, impartido por el profesor de la Universidad de Bonn, Dr. Unterstenhoffer. 
En 1974 colaboró con el profesor William C. Snyder, (Universidad de Berkeley) en el estudio de un Fusarium spp. del manzano.

## Humanidades
En el área de las humanidades ha compuesto obras sobre historia, literatura, antropología, filología y culinaria.

## Premios y reconocimientos
- En 1969 la Diputación de Sevilla le otorgó el Premio Francisco De la Fuente al mejor trabajo Fin de Carrera.
- En 1985, la multinacional Shell le concedió una mención honorífica por una fotografía de interés fitopatológico.
- En 1989 recibió el primer premio a una fotografía sobre un tema fitopatológico en un certamen nacional organizado por el grupo editorial Promociones LAV.
- En 1999 la académica y literata Ana María Matute le entregó el primer premio en un certamen nacional sobre temas de fitopatología, por el cuento “Los virus también están en el paraíso”.
- El año 2012 fue nombrado Hijo Adoptivo[22] por la Corporación del pueblo de Maguilla (Extremadura) como agradecimiento por sus investigaciones realizadas en la sanidad de los cultivos de su campiña.
- El año 2017 la Escuela de Ingenierías Agrarias, de la Universidad de Extremadura, y el Colegio de Ingenieros Técnicos Agrícolas de Badajoz le otorgaron el Premio San Isidro 2017[23] por su destacada trayectoria profesional.

## Algunas publicaciones
- Review of the Genesis of Plant Pathology and Its Relation to the Phytiatry as a Necessary Element in the Sustainable Development of Agronomy. Agronomy 2023, 13(5), 1285; https://doi.org/10.3390/agronomy13051285
- del Moral J. Estudios de Fitopatología. José del Moral (Junta de Extremadura) 1991;392.
- Arias A, del Moral J, de Arcos R.  Aparición en España del Moteado Pleiochaeta setosa (Kichn) Hugues del altramuz.  Bol. Ser. Def. Plagas. 1981;Vol 7, 141-145.
- del Moral J. Estudio sobre la biología y control de diversas especies de nematodos fitoparásitos en el cultivo del maíz. Anales del INIA. N.º Extr. 1985;73-89.
- Arias, A, del Moral J, Medina D. El repilo plomizo del olivo causado por Cercospora cladosporioides Sacc. enfermedad presente en España. Bol. Serv. Def. Plagas. 1985;Vol. 11, 1:31-36.
- del Moral J. Phlyctaena vagabunda Desm. v. Arx. y Fusarium moniliforme Sheldon, nuevos patógenos de la aceituna en España. Bol. Serv.  Def. Plagas. 1986;Vol. 12:9-17.
- del Moral J, Mejías A. A new resistance gene to Mayetiola destructor Say. Annual Wheat Newsletter 1995;41:49-50.
- Chica V, del Moral J, Gallego M. Un programa de sanidad para el garbanzo de consumo humano en Badajoz. Revista Agricultura 1991;60-67.
- Brañas I, Casado D, Gallego M, Delibes A, del Moral J, Martín JA, Mejías A. Hessian fly resistance gene transferred from chromosome 4Mv of Aegilops ventricosa to Triticum aestivum. Theoretical Applied Genetics 1997;94:858-864.
- Casado D, Chica V, de Arcos R, del Moral J, Gallego M, Gutiérrez G. Programa sanitario para el control de la Rabia del garbanzo (Dydimella rabie (KOVACHEUSKI) V. Arx). José del Moral. MAPA. 1995;118. ISBN 84-491-0012-7
- del Moral J, Tello J. Enfermedades no víricas del tomate. El cultivo del tomate. Edit. F. Nuez (Mundi-Prensa). 1995;523-564. ISBN 84-921910-3-1
- Brañas I, Casado D, Gallego M, Delibes A, del Moral J, Martín JA, Martínez C, Mejías A, Michalena A, Sin E. Transfer of a gene for resistance to Hessian fly (Mayetiola destructor) from Aegilops ventricosa to cultivars of wheat. Annual Wheat Newsletter 1997;43.
- del Moral J, Mejías A. Transfer of Hessian fly from Ae. Ventricosa to bread wheat. Annual wheat newsletter 1998;44:204-205.
- Arias M, del Moral J, Fresno J, Mejías A. El virus GFLV y el nematodo Xiphinema index de la vid en Extremadura. Consideraciones para la elaboración de un programa de sanidad contra los mismos. XIX Jornadas de enología y viticultura. 1998;73-89.
- del Moral J, Cropping without MB in Extremadura. Alternatives to methyl bromide for the southern european countries. Edit. A. Bello, J. González, M. Arias y R. Rodríguez. 1998;261-265. ISBN 84-00-07724-5
- Arias M, del Moral J, Jordá C, Lacasa A, Tello J. La sanidad del cultivo del tomate. Phytoma-España. 1998;399. ISBN 84-921910-3-1
- del Moral J, Mejías A. Parasitism of Mayetiola spp. (Díptera: Cecidomyiidae) in winter cereals in Extremadura (Spain). IOBC wprs Bulletin. 1998;21(8):145-149.
- del Moral J, Mejías A. El garbanzo. Un cultivo para el siglo XXI. Junta de Extremadura. 1998;175. ISBN 84-8107-025-4
- Brañas I, Casado D, Gallego M, Delibes A, del Moral J, Martín JA, Martínez C, Mejías A, Sin E. Gene H-27 of  wheat. (Catalogue of gene symbols for wheat) International Wheat Genetics Conference (Ed. McIntosh, R.A.; G.E. Hart; K.M. Devos; M.D. Gale; W.J, Rogers). 1998;vol 5:128-181.
- Casado D, del Moral J, Pérez-Rojas F. Las plagas de Cerambyx spp. en la dehesa arbolada del sur de España. CIENCIA Y MEDIO AMBIENTE. 2002;216-220.
- Brañas I, Gómez-Colmenarejo M, González-Belinchón C, Delibes A, del Moral J, Martín JA, Montes MJ, Sin E. A new Hessian fly resístance gene (H30) transferred from the wild grass Aegilops triuncialis to hexaploid wheat. Theoretical Applied Genetic 2003;106:1248-1255.
- del Moral J. La sanidad del cultivo del tomate. 9.º Symposium Nacional de Sanidad Vegetal. 2005; 239-258. ISBN 84-8474-159-1
- del Moral J. La Sanidad de los Vegetales Cultivados. Edit. Caja Rural de Extremadura. 2007;442. ISBN 978-84-611-7088-3
- del Moral J, del Pozo JD, Esteban J, Parralejo V, Pérez-Rojas F, Ros P, Rosado PE, Sánchez-Brunete C, Senero M. PLAGAS DE Cerambyx welensii (Kuster, 1846). Un grave problema de las dehesas arboladas en España. Edit. Mº de Medio Ambiente y Medio Rural y Marino. Madrid. 2010. ISBN: 978-84-491-0973-7
- del Moral J, García-Torres S, López-Parra M, Pérez-Rojas F, Rosado PE, Senero M, Tejerina D. LA PINTADA. Un ave para la agricultura sostenible y el mundo rural. Edit. Mº de Medio Ambiente y Medio Rural y Marino. Madrid. 2010. ISBN 978-84-491-0972-0
- del Moral J. La medicina de los vegetales. 11.º Symposium Nacional de Sanidad Vegetal. 2010;315-323. ISBN 978-84-8474-278-4
- de la Cruz J, del Moral J, Delibes A, López Brañas I, Martín-Sánchez JA, Parralejo V, Pérez-Rojas F, Rojas M, Rojo MJ, Senero M, Sillero JC, Sin E. Aumento de producción de líneas de trigo panadero con los genes H27 y H30 que confieren resistencia a Mayetiola destructor Say, transferidos desde Aegilops spp. ACTAS HORTICULTURA VOL 55, 2010;67-68. ISBN 979-84-491-1004-7.
- Camacho P, del Moral J, Et al. y col. La Pintada (Numida meleagris L.). Un ave para la biodiversidad y el sostenimiento del mundo rural. Edit. Albayana. 2011. D.L. BA-000189-2011
- Aldebis HK, Casadomet E, de la Cruz J, del Moral J, González M, Ortiz A, Pérez-Guerrero S, Pérez-Rojas F, Rosado PE, Senero M, Vargas E. EL GUSANO CABEZUDO (Capnodis tenebrionis L.). Edit. Ministerio de Agricultura, Alimentación y Medio Ambiente, Madrid. 2012. ISBN 978-84-491-1231-7.

- Casadomet E, Coca-Abia MM, Crespo J, del Moral J, Lastra M, Pérez-Ross J, Ruiz Torres M, San Nicolás MA, Senero M. Las plagas de Barrenillo negro en plantaciones de olivo. Edit. Ministerio de Agricultura, Alimentación y Medio Ambiente. Madrid. 2014. ISBN 978-84-491-1417-5 NIPO 280-14-201-0.
- del Moral J, Martín Gil A, Lezaun JA. Guía de Gestión Integrada de Plagas. Cereales de Invierno. Edit. Ministerio de Agricultura, Alimentación y Medio Ambiente. Madrid. 2015. ISBN 978-84-491-1439-7.
- Casadomet E, del Moral J, López-Corrales M, Pérez Grajera F, Pérez-Ross J, Senero M. Plagas y Enfermedades de la higuera. Edit. Ministerio de Agricultura, Alimentación y Medio Ambiente. Madrid. 2016. ISBN 978-84-491-0115-1 NIPO 280-15-241-2
- del Moral de la Vega J, del Moral Martínez J. La Sanidad del Cultivo del Olivo (Artrópodos ﬁtoparásitos y microorganismos patógenos y asociados al olivo). Edit. PHYTOMA-España. Valencia. 2018. ISBN 978-84-946691-4-9 D.L. V-2278-2018.

- del Moral J, del Pozo JD, Mejías A, Pérez Oliva B, Pérez-Ross J, Senero M. Control del Mosquito (Mayetiola destructor Say,1817) y Tronchaespigas (Calamobius filum,1970), plagas del trigo. Edit. Ministerio de Agricultura, Pesca y Alimentación. Madrid. 2018. ISBN: 978-84-491-1523-3 NIPO: 003-18-017-X. D.L. M-30976-2018.